# Verlengde vijfhoekige rotonde
Een verlengde vijfhoekige rotonde is in de meetkunde het johnsonlichaam J21. Deze ruimtelijke figuur kan worden geconstrueerd door een vijfhoekige rotonde J6 op een decagonaal prisma te plaatsen en is het deel van onder andere een verlengde vijfhoekige orthogonale dubbelrotonde J42.
De 92 johnsonlichamen werden in 1966 door Norman Johnson benoemd en beschreven.
- (en)  MathWorld. Elongated Pentagonal Rotunda